# Cohiba
Cohiba marka jedna je od najskupljih cigara na svijetu. Proizvodi se na Kubi od duhana uzgajanog u pokrajini Vuelta Abajo. Prolazi poseban postupak fermentacije.
Počeci marke sežu u 1966. godinu, kada je Fidel Castro od svog tjelohranitelja dobio na poklon cigare koje je izradio njegov prijatelj. Kubanski čelnik okusio je cigare i zatražio njihovu redovitu dostavu za osobnu potrošnju. Godine 1969. registrirana je marka Cohiba (pojam koji su autohtoni Taínis koristili za označavanje kolutova duhana) i njena je proizvodnja prošla pod državnim koncernom Cubatabaco. Cigare su bile namijenjene samo službenicima režima i uzvanicima stranih država. U slobodnu prodaju krenule su tek 1982. povodom Svjetskog nogometnog prvenstva 1982. 1992. godine proizvedena je nova serija Línea 1492, nazvana po obljetnici otkrića Amerike. Od 1994. godine distribuciju cigareta obavljala je tvrtka Habanos S.A., tvrtka u vlasništvu polovine kubanske države i inozemnog investitora. Kubanske cigare nije dozvoljeno uvoziti u Sjedinjene Države zbog embarga. To je koristila General Cigar Company koja je u SAD-u registrirala marku Cohiba pod kojom prodaje cigare proizvedene u Dominikanskoj Republici. Stoga je Habanos S. A. pokrenuo međunarodnu tužbu protiv nje.
Od 1982. cigare “Cohiba” postale su u jako ograničenim količinama dostupne tržištu. Ekskluzivna linija “Behike”, proizvedena na četrdesetu obljetnicu brenda u drvenim humidoru prodavala se po cijeni od 18.846 američkih dolara.

## Vanjske poveznice
- Cigara prijatelje stvara: Što su pućkali Castro, Churchill i Tito?